# 101

## Събития
- Римският император Траян започва война срещу Дакия.
- Гръцкият философ-стоик Епиктет написва и публикува своите „Дискурси“.

## Родени
- 13 януари – Луций Елий, римски император
- Ирод Атик – древногръцки оратор (починал 177 г.)
- (вероятно) Клавдий Птолемей – александрийски математик, географ, астроном (починал ок. 168 г.)

## Починали
- Силий Италик (Silius Italicus) – епически поет, автор на „Пуника“ (епопея за втората пуническа война) (р. 25 или 26 г.)